# Angola-Bürstenhaarmaus
Die Angola-Bürstenhaarmaus (Lophuromys angolensis) ist ein wenig erforschtes Nagetier aus der Gattung der Bürstenhaarmäuse (Lophuromys). Sie kommt in Angola und in der Demokratischen Republik Kongo vor.

## Merkmale
Die Angola-Bürstenhaarmaus erreicht eine Kopf-Rumpf-Länge von 115 bis 154 mm, eine Schwanzlänge von 51 bis 88 mm, eine Ohrenlänge von 15 bis 18 mm, eine Hinterfußlänge von 20 bis 24 mm und ein Körpergewicht von 43 bis 71 g. Diese Art sieht der Rostbauch-Bürstenhaarmaus sehr ähnlich, jedoch können beide Taxa durch morphometrische Analysen unterschieden werden. Die Angola-Bürstenhaarmaus ist kleiner als die Rostbauch-Bürstenhaarmaus und hat eine schmalere Hirnschale, eine dünnere Molarreihe und eine größere Breite der Choanen (innere Nasenlöcher). Der Rücken ist dunkelbraun, der Bauch ist rot. Der kurze Schwanz weist eine Länge auf, die 50 bis 70 % der Kopf-Rumpf-Länge entspricht.

## Systematik
1998 wurde die Angola-Bürstenhaarmaus von J. Crawford Cabral als Population der Rostbauch-Bürstenhaarmaus (Lophuromys sikapusi) betrachtet. Im Jahr 2000 beschrieben Walter Verheyen, Theo Dierckx und Jan Hulselmans dieses Taxon als eigenständige Art, basierend auf einer morphometrischen Analyse von 46 Exemplaren (28 adulte Männchen, 18 adulte Weibchen), die 1995 von Herwig Leirs gesammelt wurden.

## Lebensraum
Die Art ist in tropischen immergrünen Tieflandregenwäldern sowie in Bergwäldern anzutreffen, einschließlich gestörter und stark gestörter sekundärer sowie primärer Wälder. Ihr Verbreitungsgebiet erstreckt sich entlang des Randes des zentralen Regenwaldblocks im Südwesten der Demokratischen Republik Kongo in Höhenlagen von etwa 500 Metern und im westlichen Hochland von Angola in Höhenlagen von 1000 bis 2600 Metern.

## Lebensweise
Über die Lebensweise dieser Art ist nichts bekannt.

## Status
Die Angola-Bürstenhaarmaus wird in der IUCN Red List als Synonym der Rostbauch-Bürstenhaarmaus betrachtet.